# Cadlina flavomaculata
Espèce
Synonymes
- Cadlina marginata MacFarland, 1905[2]

Cadlina flavomaculata est une espèce de mollusques de l'ordre des nudibranches et de la famille des Cadlinidae.

## Description
Cadlina flavomaculata est un mollusque gastéropode marin sans coquille. D'une longueur pouvant atteindre 150 mm, ce nudibranche doridien possède un manteau blanc translucide de forme convexe, ponctué d'excroissances jaunes distribuées le long du bord du manteau qui est parfois ourlé et de couleur jaune. Sa tête est dotée de deux rhinophores noires, et, près de sa queue, ses branchies composent un panache de couleur blanche translucide.

## Noms vernaculaires
- Yellow-spot Cadlina ou Yellow-margin Dorid, dans le monde anglophone[4],[5].

## Habitat
Cadlina flavomaculata prospère sur les fonds marins, en zone intertidale, jusqu'à 14 m de profondeur.

## Distribution
La limace de mer Cadlina flavomaculata se rencontre dans l'océan Pacifique, le long de la côte Est de l'Amérique du Nord.